# بنتلی، ویکتوریا
بنتلی (به انگلیسی: Bentleigh) یک منطقهٔ مسکونی در استرالیا است که در ویکتوریا (استرالیا) واقع شده‌است.